# Hanna Andersin

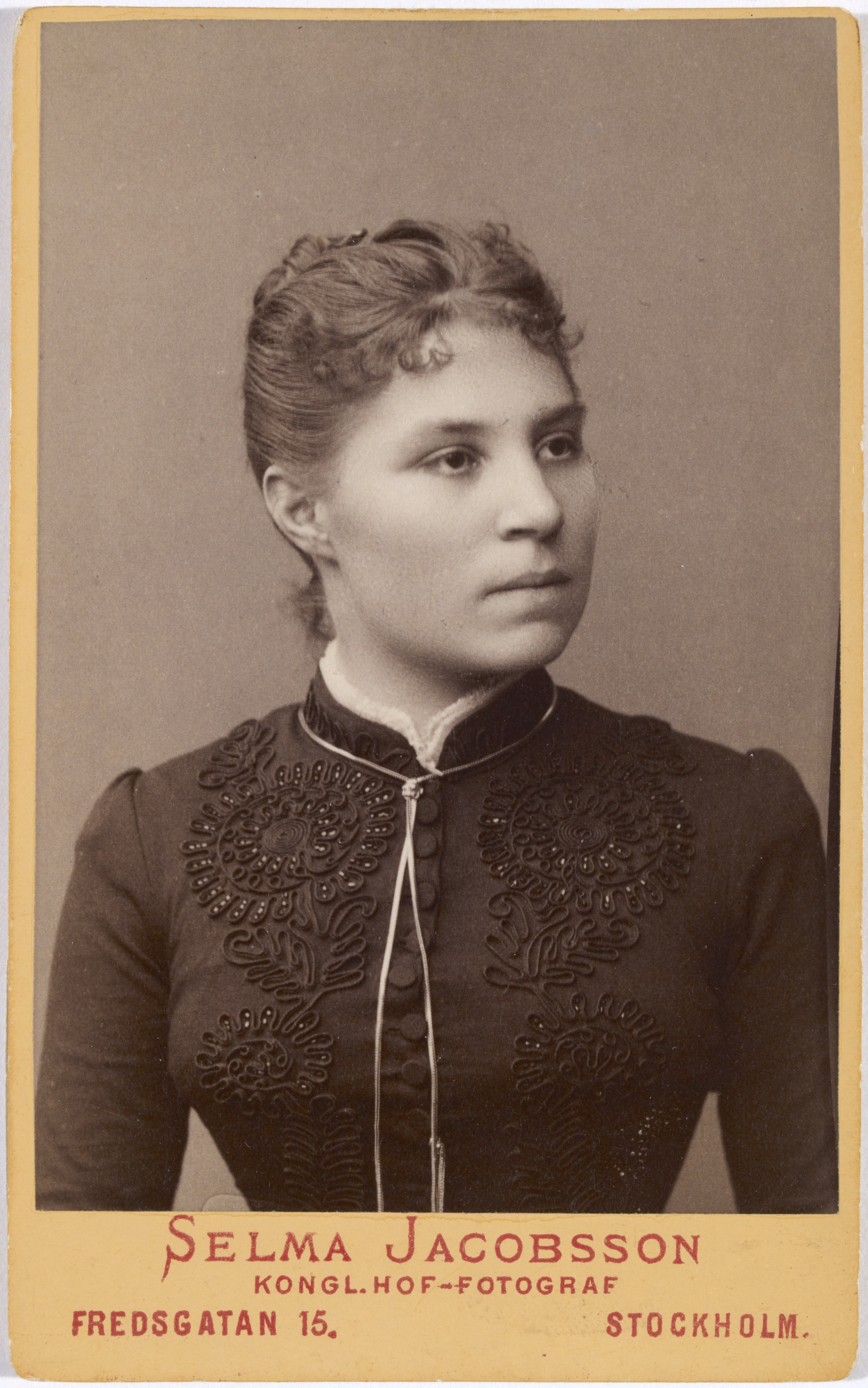
Hanna Andersin. (Fotografi av Selma Jacobsson.)

Johanna Ottiliana ”Hanna” Andersin, född 30 augusti 1861 i Åbo, död 7 april 1914 i Helsingfors, var en finländsk pedagog, författare, översättare och feminist. Hon var 1906–1914 rektor för Finlands första gymnasieskola för kvinnliga elever och anses som sådan ha spelat en stor roll inom utbildningshistorien för kvinnor i Finland.